# Brian Michael Jenkins
Pour les articles homonymes, voir Jenkins.
Brian Michael Jenkins, né en 1942 à Chicago, est un consultant américain expert en terrorisme et en sécurité des transports, et ancien militaire des forces spéciales américaines. Au cours de près de quatre décennies d'analyse, Jenkins a conseillé des gouvernements, des sociétés privées, l'Église catholique et l'Église d'Angleterre sur les menaces terroristes.
Jenkins a rejoint l'armée des États-unis à 19 ans. Il a servi dans le 7e Groupe de Forces spéciales américaines en République dominicaine et dans le 5e Groupe de Forces spéciales au Vietnam. Par la suite, il a servi en tant que civil dans le Groupe de planification de tâches à long terme (Long Range Planning Task Group), conseillant le général Creighton Abrams, commandant des opérations militaires au Vietnam.
De 1989 à 1998, il a été vice-président de l'entreprise de sécurité Kroll Associates.
Jenkins est l'auteur de nombreux ouvrages, dont Unconquerable Nation (2006) et Will Terrorist Go Nuclear? (2008).
Brian Jenkins sert actuellement en tant que conseiller principal du président de la RAND Corporation et comme directeur de Centre de sécurité des transports du Mineta Transportation Institute. Il a également servi en tant que membre de la commission de la Maison-Blanche sur la sûreté et la sécurité de l'aviation de 1996-1997 et comme conseiller auprès de la Commission nationale sur le terrorisme de 2000. Il a servi en tant que conseiller auprès du département d'État américain, du département de la Défense américain, du ministère de l'Énergie américain, de la Commission de réglementation nucléaire américaine et d'autres organismes gouvernementaux américains[réf. nécessaire].
Jenkins apparaît dans le documentaire de 1980 sur la guerre du Vietnam, Vietnam: The Ten Thousand Day War.

## Citations
- « Le terrorisme, c'est du théâtre » (« Terrorism is theater », (1974)[6]
- « Les terroristes veulent beaucoup de gens qui regardent, pas beaucoup de gens morts » (« Terrorists want a lot of people watching, not a lot of people dead », 1975)[7]